# Eduard van der Nüll

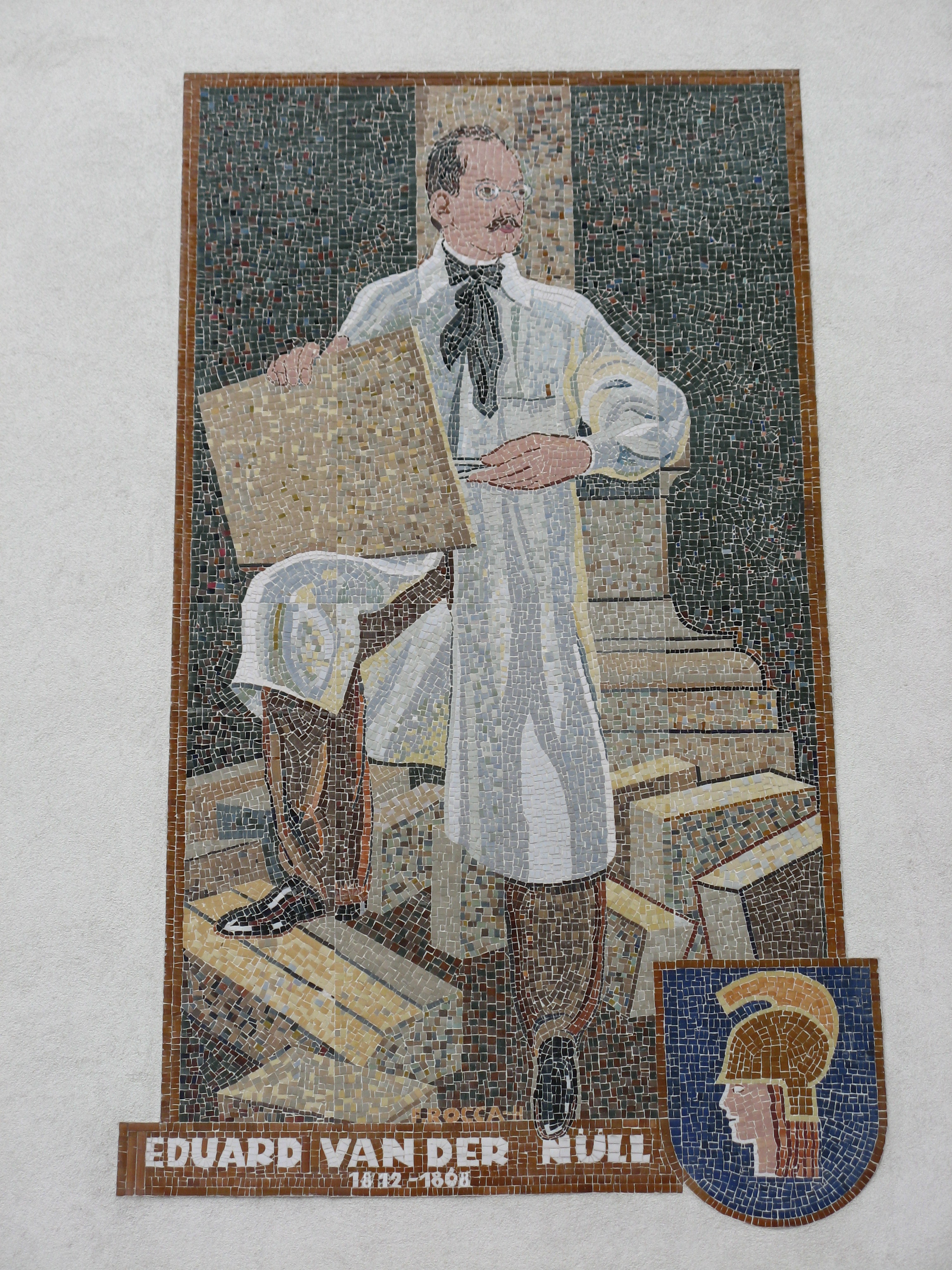
Mosaik i hörnet av Van-der-Nüll-Gasse och Davidgasse i Wien-Favoriten.

Eduard van der Nüll, född 9 januari 1812 i Wien, död där 4 april 1868 (självmord), var en österrikisk arkitekt.
Nüll var 1844–65 professor i ornamentik vid Wiens konstakademi. Han samarbetade med August Sicard von Sicardsburg och bland deras gemensamma arbeten märks Karlteatern, Palais Larisch, men framför allt de båda storverken kommendantbyggnaden i den oerhörda byggnadskomplex, som utgör Wiens arsenal, utförd i romansk stil med kraftiga rundbågar och karakteristiska detaljer (1849–59), samt Wiener Staatsoper, utförd 1861–69 i rik renässans, i plananordningen ej blott sinnrik och förtjänstfull, utan även mönstergill och normgivande. Bygget blev ett sorgebarn för sina båda upphovsmän, och ingendera av dem upplevde dess slutliga fullbordan. Eduard van der Nüll utförde även konstindustriella ritningar av hög klass.